# Josef Ferstl
Josef Ferstl (ur. 29 grudnia 1988 w Traunstein) – niemiecki narciarz alpejski.

## Kariera
Pierwszy raz na arenie międzynarodowej Josef Ferstl pojawił się 1 grudnia 2003 roku w Kaunertal, gdzie w zawodach University Race zajął 37. miejsce w slalomie. W 2007 roku wystąpiła na mistrzostwach świata juniorów w Altenmarkt, gdzie jego najlepszym wynikiem było 48. miejsce w gigancie. W zawodach Pucharu Świata zadebiutował 23 lutego 2007 roku w Garmisch-Partenkirchen, zajmując 53. miejsce w zjeździe. Pierwsze pucharowe punkty wywalczył 18 stycznia 2013 roku w Wengen, kończąc superkombinację na 30. pozycji. Na podium zawodów pucharowych po raz pierwszy stanął 15 grudnia 2017 roku w Val Gardena, gdzie wygrał rywalizację w supergigancie. W zawodach tych wyprzedził dwóch Austriaków: Maxa Franza i Matthiasa Mayera.
W 2015 roku wystąpił na mistrzostwach świata w Vail/Beaver Creek, zajmując 22. miejsce w zjeździe oraz 25. miejsce w supergigancie i superkombinacji. Podczas rozgrywanych dwa lata później mistrzostw świata w Sankt Moritz jego najlepszym wynikiem było 18. miejsce w zjeździe. W 2018 roku wystartował w zjeździe i supergigancie na igrzyskach olimpijskich w Pjongczangu, jednak zajmował miejsca w trzeciej dziesiątce. Rok po igrzyskach, na mistrzostwach świata w Åre, osiągnął swój najlepszy wynik na zawodach tej rangi – zajął 6. miejsce w supergigancie.

## Osiągnięcia

### Igrzyska olimpijskie
| Miejsce | Dzień     | Rok  | Miejscowość | Konkurencja     | Czas biegu | Strata | Zwycięzca          |
| ------- | --------- | ---- | ----------- | --------------- | ---------- | ------ | ------------------ |
| DNS2    | 13 lutego | 2018 | Pjongczang  | Superkombinacja | 2:06,52    | -      | Marcel Hirscher    |
| 25.     | 15 lutego | 2018 | Pjongczang  | Zjazd           | 1:40,25    | +2,73  | Aksel Lund Svindal |
| 27.     | 16 lutego | 2018 | Pjongczang  | Supergigant     | 1:24,44    | +2,37  | Matthias Mayer     |
| 23.     | 7 lutego  | 2022 | Pekin       | Zjazd           | 1:42,69    | +2,00  | Beat Feuz          |
| 18.     | 8 lutego  | 2022 | Pekin       | Supergigant     | 1:19,94    | +2,22  | Matthias Mayer     |

### Mistrzostwa świata
| Miejsce | Dzień     | Rok  | Miejscowość       | Konkurencja     | Czas biegu | Strata | Zwycięzca       |
| ------- | --------- | ---- | ----------------- | --------------- | ---------- | ------ | --------------- |
| 25.     | 5 lutego  | 2015 | Vail/Beaver Creek | Supergigant     | 1:15,68    | +1,82  | Hannes Reichelt |
| 22.     | 7 lutego  | 2015 | Vail/Beaver Creek | Zjazd           | 1:43,18    | +1,68  | Patrick Küng    |
| 25.     | 8 lutego  | 2015 | Vail/Beaver Creek | Superkombinacja | 2:36,10    | +3,45  | Marcel Hirscher |
| 26.     | 9 lutego  | 2017 | Sankt Moritz      | Supergigant     | 1:25,38    | +2,84  | Erik Guay       |
| 18.     | 12 lutego | 2017 | Sankt Moritz      | Zjazd           | 1:38,91    | +1,13  | Beat Feuz       |
| 25.     | 13 lutego | 2017 | Sankt Moritz      | Superkombinacja | 2:26,33    | +3,05  | Luca Aerni      |
| 6.      | 6 lutego  | 2019 | Åre               | Supergigant     | 1:24,59    | +0,39  | Dominik Paris   |
| 28.     | 9 lutego  | 2019 | Åre               | Zjazd           | 1:21,83    | +1,85  | Kjetil Jansrud  |

### Mistrzostwa świata juniorów
| Miejsce | Dzień    | Rok  | Miejscowość | Konkurencja | Czas biegu | Strata | Zwyciężczyni    |
| ------- | -------- | ---- | ----------- | ----------- | ---------- | ------ | --------------- |
| DNF     | 6 marca  | 2007 | Altenmarkt  | Zjazd       | 1:38,41    | –      | Beat Feuz       |
| DNF     | 8 marca  | 2007 | Altenmarkt  | Supergigant | 1:07,77    | –      | Beat Feuz       |
| 48.     | 9 marca  | 2007 | Altenmarkt  | Gigant      | 2:14,01    | +7,30  | Marcel Hirscher |
| DNF1    | 10 marca | 2007 | Altenmarkt  | Slalom      | 1:49,45    | –      | Matic Skube     |

### Puchar Świata

#### Miejsca w klasyfikacji generalnej
- sezon 2012/2013: 97.
- sezon 2013/2014: 129.
- sezon 2014/2015: 67.
- sezon 2015/2016: 95.
- sezon 2016/2017: 47.
- sezon 2017/2018: 34.
- sezon 2018/2019: 23.
- sezon 2019/2020: 74.
- sezon 2020/2021: 68.
- sezon 2021/2022: 48.

#### Miejsca na podium
1. Val Gardena – 15 grudnia 2017 (supergigant) – 1. miejsce
2. Kitzbühel – 27 stycznia 2019 (supergigant) – 1. miejsce